# Zanclopera anceps
Zanclopera anceps là một loài bướm đêm trong họ Geometridae.